# Symbrenthia niphanda
Symbrenthia niphanda là một loài bướm trong họ Nymphalidae được tìm thấy ở Nam Á.